# Freaks (film 1932)
Freaks è un film del 1932 diretto da Tod Browning.
Ambientato nel mondo del circo e interpretato da veri fenomeni da baraccone, è considerato uno dei più grandi cult movie di sempre, nonché un classico del genere macabro. Nella classifica dei migliori 50 cult movies stilata nel 2003 dalla rivista statunitense Entertainment Weekly viene piazzato al terzo posto, preceduto solo da The Rocky Horror Picture Show di Jim Sharman (1975) e da This Is Spinal Tap di Rob Reiner (1984).
Nel 1994 è stato scelto per la conservazione nel National Film Registry della Biblioteca del Congresso degli Stati Uniti.

## Trama

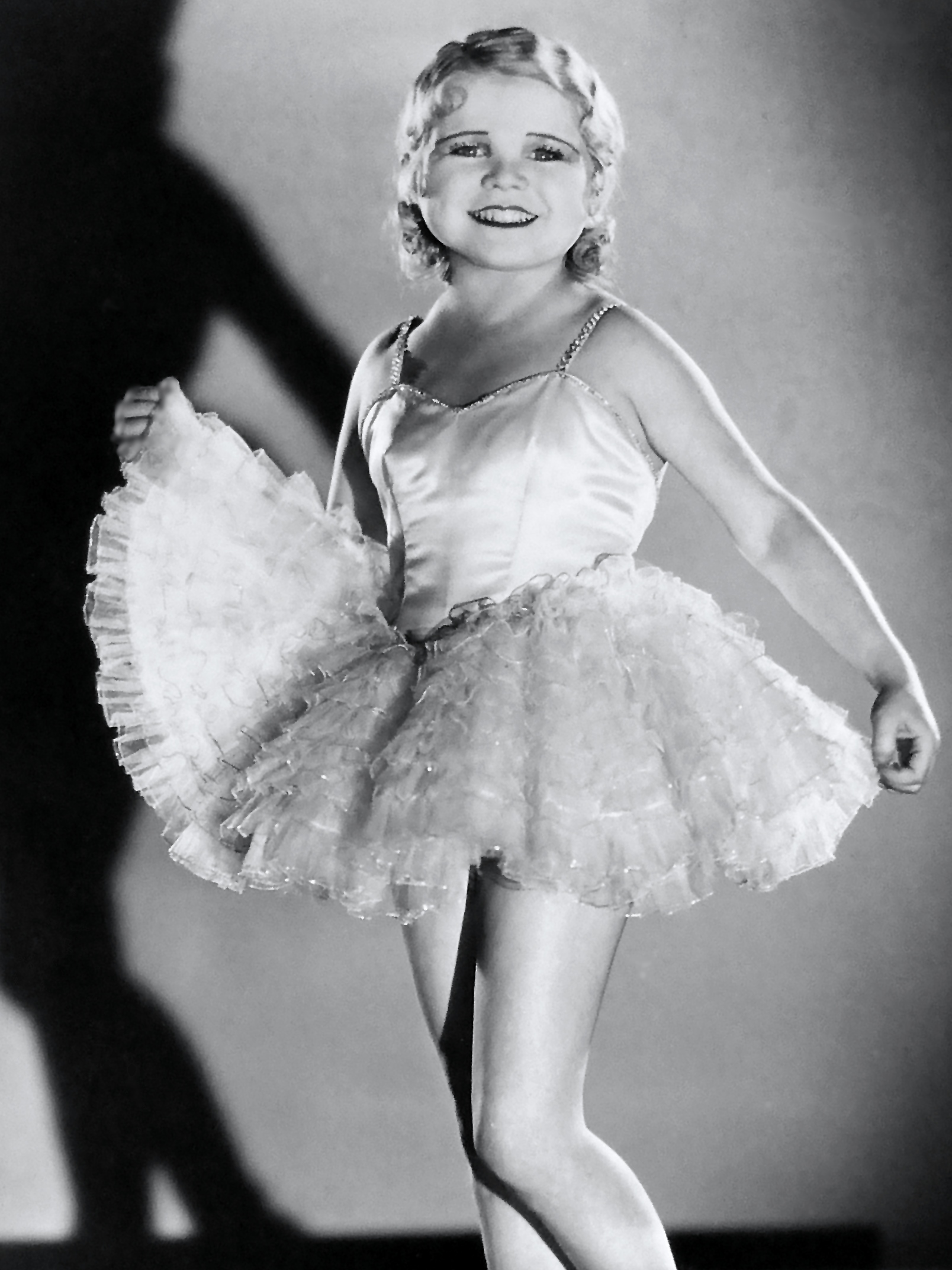
Daisy Earles (Frida) nel 1931

In un circo si esibiscono i cosiddetti freaks, ossia fenomeni da baraccone colpiti da gravi malformazioni fisiche. Tra gli artisti vi è l'affascinante trapezista Cleopatra, la quale seduce un nano di nome Hans tra l'amarezza e la preoccupazione della fidanzata di quest'ultimo, Frida, a sua volta affetta da nanismo armonico. In realtà Cleopatra è interessata solo all'ingente eredità di Hans e progetta di ucciderlo con la complicità del suo amante Ercole, il forzuto del circo, così da impossessarsi della sua ricchezza. Intanto tra gli artisti nascono storie d'amore: la donna barbuta mette al mondo una figlia con lo scheletro umano, mentre le gemelle siamesi Violet e Daisy, nell'ambito delle loro relazioni sentimentali, sono alle prese con i problemi che la loro condizione comporta.
Hans, innamorato di Cleopatra, finisce per sposarla. Al banchetto di nozze la donna dapprima somministra del veleno ad Hans, poi si ubriaca e arriva a baciare pubblicamente Ercole, facendo intuire a Frida e Hans che i due hanno una relazione. In una sorta di rito di iniziazione, i freaks si passano a turno un grosso calice di vino da cui bevono mentre intonano un canto che inneggia simbolicamente all'entrata di Cleopatra nella loro comunità. Quando Ercole glielo fa notare, Cleopatra si infuria, rovescia addosso a loro il vino contenuto nel calice da cui avrebbe dovuto bere anche lei ed esprime tutto il suo disprezzo, insultandoli e scacciandoli per poi ridicolizzare Hans portandolo a spasso sulle spalle come fosse stato un bambino.
Hans si rende conto di essere stato preso in giro, si sente male a causa del veleno bevuto ed è costretto a letto. Cleopatra finge di essere dispiaciuta, ma in realtà cerca di somministrargli dell'altro veleno mischiandolo con la medicina che Hans deve prendere. Ma il nano fa solo finta di prenderla, complottando segretamente con gli altri artisti il modo di vendicarsi della trapezista e di Ercole.
Nel bel mezzo di una tempesta, durante un trasferimento del circo, Hans, affiancato da tre artisti, affronta Cleopatra per la resa dei conti. Ma la carrozza su cui stanno viaggiando si ribalta e la donna riesce a fuggire nel bosco inseguita dagli artisti. Nel contempo Ercole si dirige verso Venere, l'addestratrice di foche, con l'intento di ucciderla in quanto lei, avendo capito che il forzuto e Cleopatra vogliono sbarazzarsi di Hans, vuole denunciarli alla polizia. Phroso, il fidanzato di Venere, parlando con Frida, intuisce quanto sta per succedere e interviene per fermare Ercole: quando sta per avere la peggio, intervengono gli altri artisti che feriscono gravemente il forzuto.
Qualche tempo dopo si scopre qual è stata la sorte di Cleopatra: i freaks l'hanno orribilmente mutilata, tagliandole la lingua, cavandole un occhio, schiacciandole e deturpandole le mani e amputandole le gambe per essere esibita dal proprietario del circo come la donna gallina. Non si conosce il destino di Ercole (probabilmente è stato ucciso) anche se nella versione originale viene castrato e costretto ad esibirsi cantando in falsetto. Esiste anche una versione alternativa del finale che rivela che Hans è guarito e vive in una casa tutta sua, ancora avvilito per quanto successo. Gli fanno visita Frida, Phroso e Venere che lo consolano e Frida gli confessa che lo ama ancora facendo intuire una riconciliazione tra i due.

## Contenuti
Si tratta, sotto molti aspetti, di un'opera anomala e in un certo senso anche maledetta (all'interno del panorama cinematografico degli anni in cui fu prodotta). Un capolavoro circondato fin dalla sua uscita da un'aura di mistero, incubo e paura. In Inghilterra ne fu vietata la visione per circa trent'anni.
Il film deve gran parte della sua celebrità anche alla presenza nel cast di veri freaks: termine che in maniera notevolmente cruda definisce nella lingua inglese persone con gravi deformità fisiche. Concepito inizialmente come film horror per risollevare le sorti della compagnia Metro-Goldwyn-Mayer, alla sua uscita viene invece dapprima rinnegato dalla stessa società di produzione e poi drasticamente censurato.
In realtà la pellicola, che narra le vicende in un circo di un gruppo di teatranti ostacolati da una cinica rivale, non analizza in maniera né impietosa né elogiativa le varie condizioni di vita degli artisti circensi. Il film si presenta invece come un'amara, caustica allegoria sulla "diversità", affermando che spesso è proprio dietro la "normalità" degli individui comuni che si nasconde la vera "mostruosità". Browning trattò la diversità dei freaks con simpatia e poetica compassione, ponendo l'attenzione sui loro sentimenti umani per sottolineare come essi non fossero differenti dai sentimenti provati dall'uomo medio.

## Produzione
La MGM aveva acquistato i diritti del romanzo breve Spurs di Tod Robbins negli anni venti su consiglio di Browning. Nel giugno 1931, Irving Thalberg offrì a Browning l'opportunità di dirigere Arsenio Lupin con protagonista John Barrymore. Browning declinò l'offerta, preferendo sviluppare l'idea di Freaks, un progetto al quale lavorava dall'inizio del 1927. Gli sceneggiatori Willis Goldbeck e Elliott Clawson furono assegnati al copione su richiesta di Browning. Leon Gordon, Edgar Allan Woolf, Al Boasberg e (non accreditato) Charles MacArthur avrebbero contribuito anch'essi al copione. La sceneggiatura venne scritta in un periodo di cinque mesi. Molto poco del romanzo originale finì nel copione finale, eccezion fatta per la storia del matrimonio tra un uomo affetto da nanismo e una donna con la loro relativa festa di nozze.
Victor McLaglen fu preso in considerazione per il ruolo di Ercole, mentre Myrna Loy era stata inizialmente contattata per interpretare Cleopatra, con Jean Harlow nel ruolo di Venere. Alla fine, Thalberg decise di non scritturare stelle di prima grandezza per il film. I veri protagonisti della pellicola furono infatti i cosiddetti "freak" o "scherzi della natura" come il nano Harry Earles; Peter Robinson ("L'uomo scheletro"); Olga Roderick ("La donna barbuta"); Frances O'Connor e Martha Morris ("Le ragazze senza braccia"); le gemelle siamesi Daisy e Violet Hilton; i microcefali Zip & Pip (Elvira e Jenny Lee Snow) e Schlitzie, un uomo di nome Simon Metz che indossava un vestito da donna, principalmente per comodità a causa dell'incontinenza; l'ermafrodita Josephine Joseph; Johnny Eck, l'uomo senza gambe; Prince Randian ("L'uomo torso", privo di braccia e gambe); e Koo-Koo, "la ragazza uccello", affetta dalla sindrome di Virchow-Seckel.

### Riprese
Le riprese di Freaks cominciarono nell'ottobre 1931 e terminarono nel dicembre seguente. A seguito delle disastrose proiezioni di prova, il regista Tod Browning (al quale Hollywood chiuse le porte dopo questo film, a causa della sua vicenda maledetta), dovette tagliare quasi mezz'ora di pellicola, e le parti tagliate sono tuttora irreperibili perché distrutte o perse.
Le scene tagliate controverse mostravano la mutilazione di Cleopatra perpetrata dai freaks, che assalivano la donna dopo che era rimasta imprigionata da un albero caduto. Dalla sceneggiatura originale si evince però che l'amputazione degli arti, facilitata dall'urto dell'albero, non sarebbe stata mostrata esplicitamente, bensì suggerita dalle urla della donna e dal successivo ritrovamento di una delle sue gambe da parte dei soccorsi. Veniva poi mostrato il finale ufficiale, con la donna presentata come un'attrazione da circo. 
A differenza della versione finale, la donna non veniva presentata al pubblico da un imbonitore, bensì agli occhi impietositi di Phroso e Venere da Madame Tetrallini. Quest'ultima rivelava di come Cleopatra non fosse in grado di provare più nulla dopo l'aggressione e di come non abbia più alcun ricordo, salvo quello del suo nome al quale ancora sembra reagire quando viene pronunciato da Venere.
Ercole, invece di morire per mano dei freaks, veniva castrato da essi con dei coltelli e, nella scena finale del film, compariva effeminato, sovrappeso e, con indosso uno smoking, cantava in falsetto il rosario, accompagnato dallo starnazzare in sottofondo di Cleopatra.

## Distribuzione

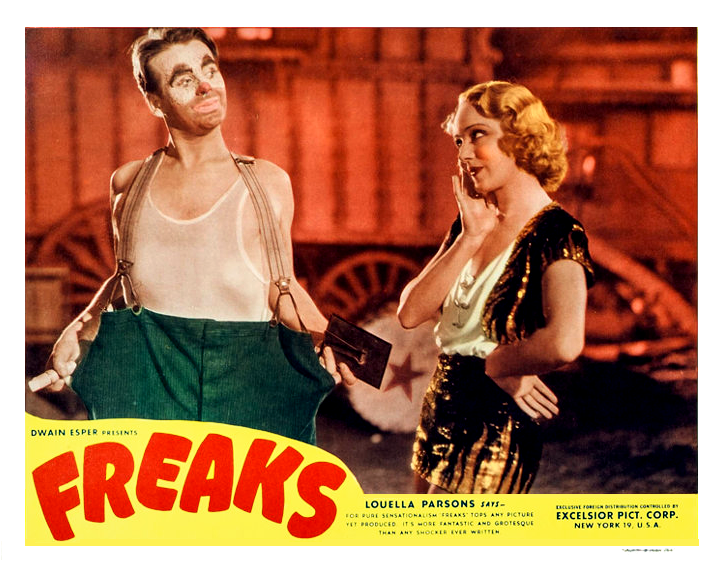
Locandina colorata di Freaks

Alla proiezione vi erano stati casi di persone che si erano sentite male e, secondo diverse voci, una donna, dopo la visione del film, subì un aborto spontaneo. Alla versione "censurata" furono aggiunti un nuovo prologo dove il suddetto imbonitore circense presenta la storia, e un epilogo posticcio per mostrare la riconciliazione tra Hans e Frida. Questa nuova versione accorciata ha una durata complessiva di 64 minuti e debuttò al Fox Criterion di Los Angeles il 20 febbraio 1932.
Il film fu vietato dalla Germania nazista dal 1933 al 1945, nel Regno Unito la visione fu vietata fino al 1964. Fu vietata la visione nella città di Cleveland. In Italia il film debuttò direttamente in prima visione televisiva su Rai 3 il 6 settembre 1983, preceduto da un'introduzione di Enrico Ghezzi; a partire dal 24 ottobre 2016 il film, in inglese con sottotitoli, è stato distribuito in cinema selezionati del territorio nazionale dalla Cineteca di Bologna come parte della rassegna "Il cinema ritrovato".

## Accoglienza
Nonostante i tagli, il film venne accolto negativamente dal pubblico, registrando perdite pari a 164.000 dollari, e diventando un caso estremamente controverso. Il regista Browning, celebre all'epoca per le sue collaborazioni con Lon Chaney e per aver diretto Bela Lugosi in Dracula (1931), ebbe la carriera rovinata e faticò non poco a trovare ancora lavoro negli anni successivi. Freaks diventò l'unica pellicola della MGM ad essere ritirata dai cinema prima del previsto. In Gran Bretagna il film venne vietato per trent'anni. Mentre in altre nazioni (come l'Italia) non uscì mai nelle sale.

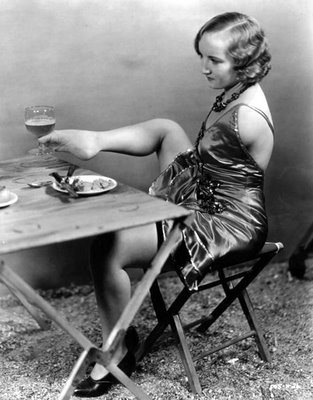
Frances O'Connor

Alcune recensioni contemporanee furono non solo molto negative, ma espressero anche repulsione e oltraggio nei confronti del film. A proposito di Freaks, Harrison's Reports scrisse: "Chiunque possa considerare intrattenimento questo, dovrebbe essere internato nel reparto psichiatrico di qualche ospedale". Nel The Kansas City Star, John C. Moffitt scrisse: "Non ci sono scuse per questo film. C'è voluta una mente perversa per produrlo e ci vuole stomaco per guardarlo". The Hollywood Reporter lo definì un "assalto oltraggioso ai sentimenti, ai sensi, al cervello e allo stomaco degli spettatori".

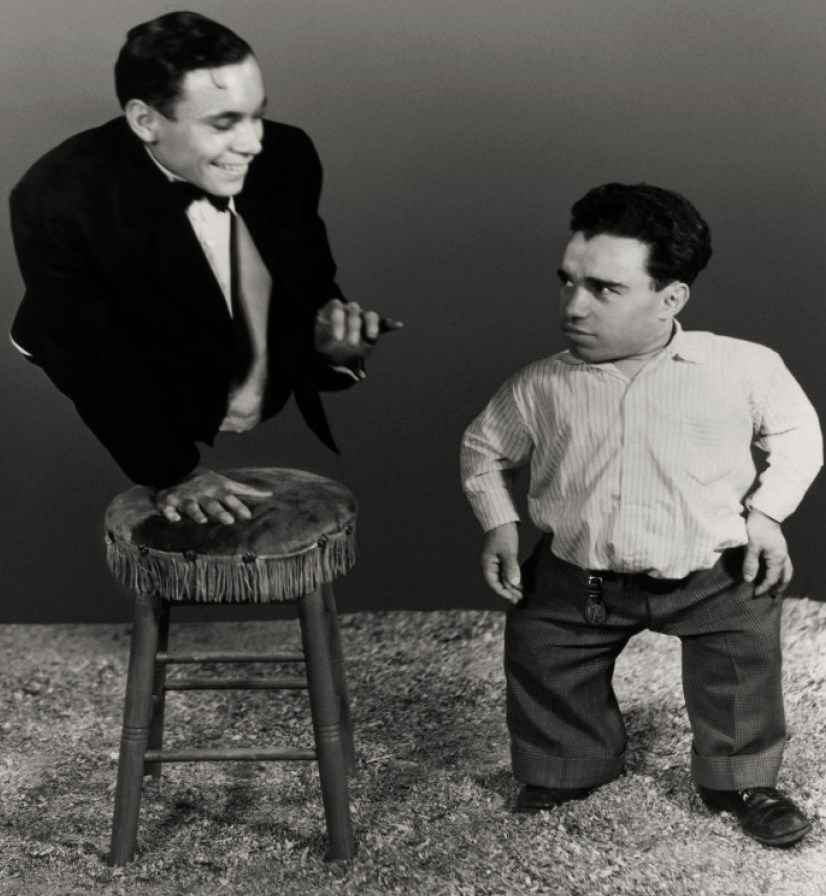
Johnny Eck (sinistra) e Angelo Rossitto (destra) in una foto di scena

Anche Variety pubblicò una recensione negativa della pellicola, scrivendo che il film era "sontuosamente prodotto senza badare a spese, mirabilmente diretto, ma che i capi della Metro avevano fallito nel tentativo di realizzare un'opera di intrattenimento valida e importante". Sempre secondo il recensore di Variety: "Qui la storia non è sufficientemente forte per tenere desto l'interesse, in parte perché l'interesse non si può facilmente ottenere con una storia d'amore troppo fantastica". La recensione prosegue indicando come la trama "non prende e allo stesso tempo non gratifica, dato che è impossibile per una persona normale simpatizzare o immedesimarsi con i due protagonisti nani".
Non tutte le critiche furono così caustiche. The New York Times definì Freaks un film "a tratti eccellente e orribile, nel vero senso della parola" e anche "un'opera non facilmente dimenticabile". Il New York Herald Tribune scrisse che il film era "opera ovviamente sgradevole e malsana" ma "in modo strano, una pellicola non solamente eccitante, ma occasionalmente persino commovente."
John Mosher di The New Yorker recensì positivamente il film, definendolo "una piccola gemma" che "sta in una categoria a parte, e non verrà dimenticata in fretta da quanti l'hanno vista". Egli trovò inoltre la storia "perfettamente plausibile". Con il trascorrere dei decenni, la pellicola ha acquisito lo status di cult movie e le recensioni sono diventate sempre più positive fino alla definizione di capolavoro che sfiora la leggenda. Sull'aggregatore di recensioni Rotten Tomatoes, Freaks ha un indice di approvazione del 94%, basato su 53 recensioni da parte di critici cinematografici professionisti, e un giudizio finale di 8,48 su 10.
A partire dai primi anni sessanta, Freaks è stato oggetto di una riscoperta collettiva da parte della controcultura e nel corso degli anni settanta e ottanta, il film veniva regolarmente proiettato negli "spettacoli di mezzanotte" di vari cinema statunitensi. Nel 1994, Freaks è stato selezionato per la conservazione nel National Film Registry della Biblioteca del Congresso degli Stati Uniti, per i suoi alti valori estetici e morali. Ryan Murphy si è ispirato a questo film per American Horror Story: Freak Show, infatti nell'ultima puntata la protagonista lo cita facendo riferimento agli eventi in corso. Andrea Cavaletto ha illustrato l'adattamento a fumetti dell'omonimo film del 1932 - Freaks - Edizioni NPE.